# Большой Утриш (село)
Большо́й Утри́ш — село в Краснодарском крае, на территории муниципального образования город-курорт Анапа. Входит в состав Супсехского сельского округа.
Село расположено на берегу Чёрного моря в 15 км к юго-востоку от Анапы, на территории заказника «Большой Утриш». Известно расположенным на полуострове дельфинарием. Также там находится станция по разведению мидий, Утришский маяк, к югу от поселка — нудистские пляжи.

## География
Село, поросшее можжевельниками, расположено на Абрауском полуострове на берегу Чёрного моря и окружено со всех сторон горами Навагирского хребта. Самая высокая точка хребта на территории села гора Утриш — высотой 485 метров.
Юго-восточная часть села находится на одноимённых мысе и острове Утриш. Остров соединён с мысом автомобильным мостом. В северной части села выделяется лиман Змеиное Озеро.

## Население
| 2002 | 2010 |
| ---- | ---- |
| 142  | ↗198 |

## Галерея

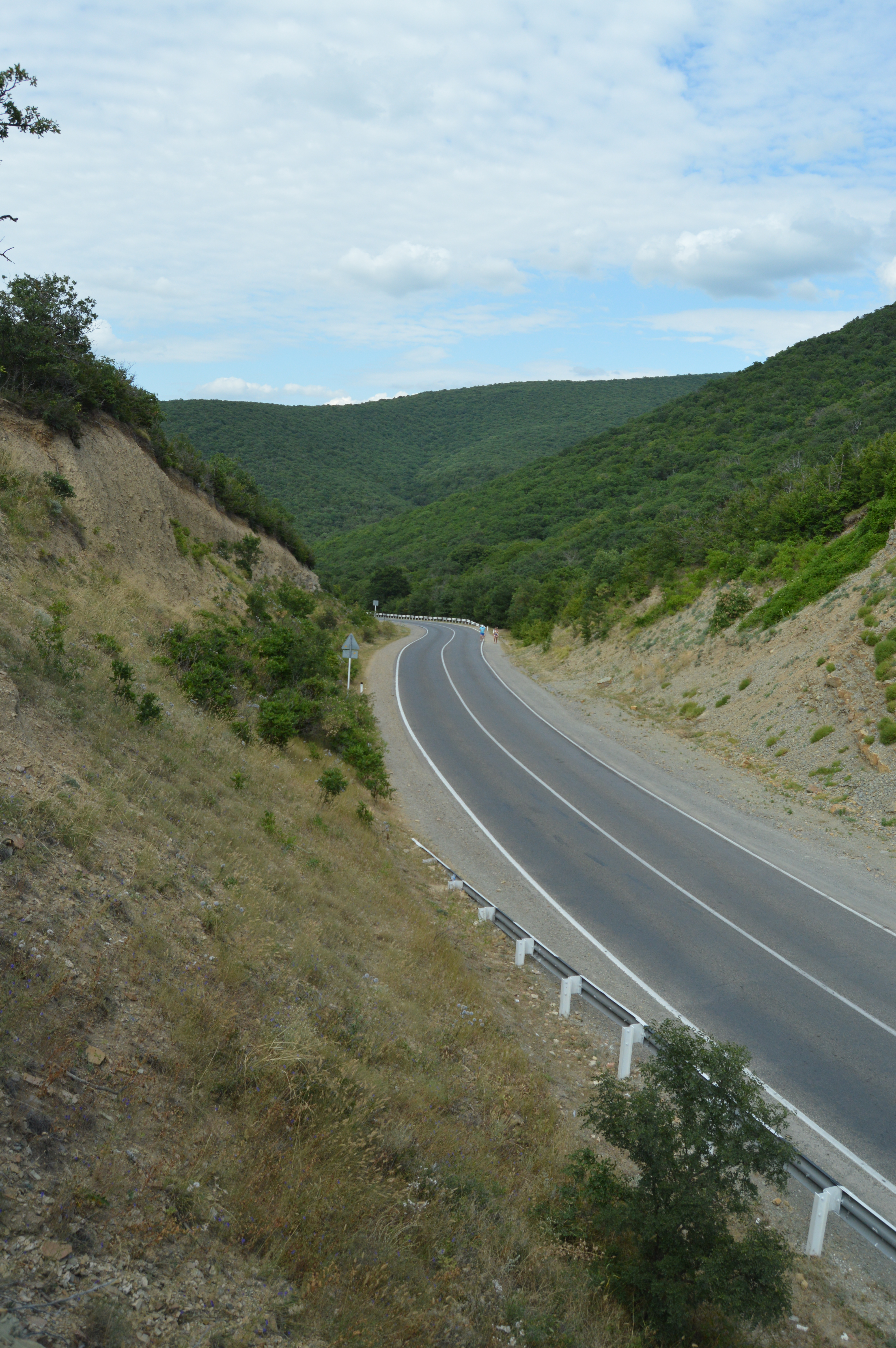
Дорога из Большого Утриша в Сукко
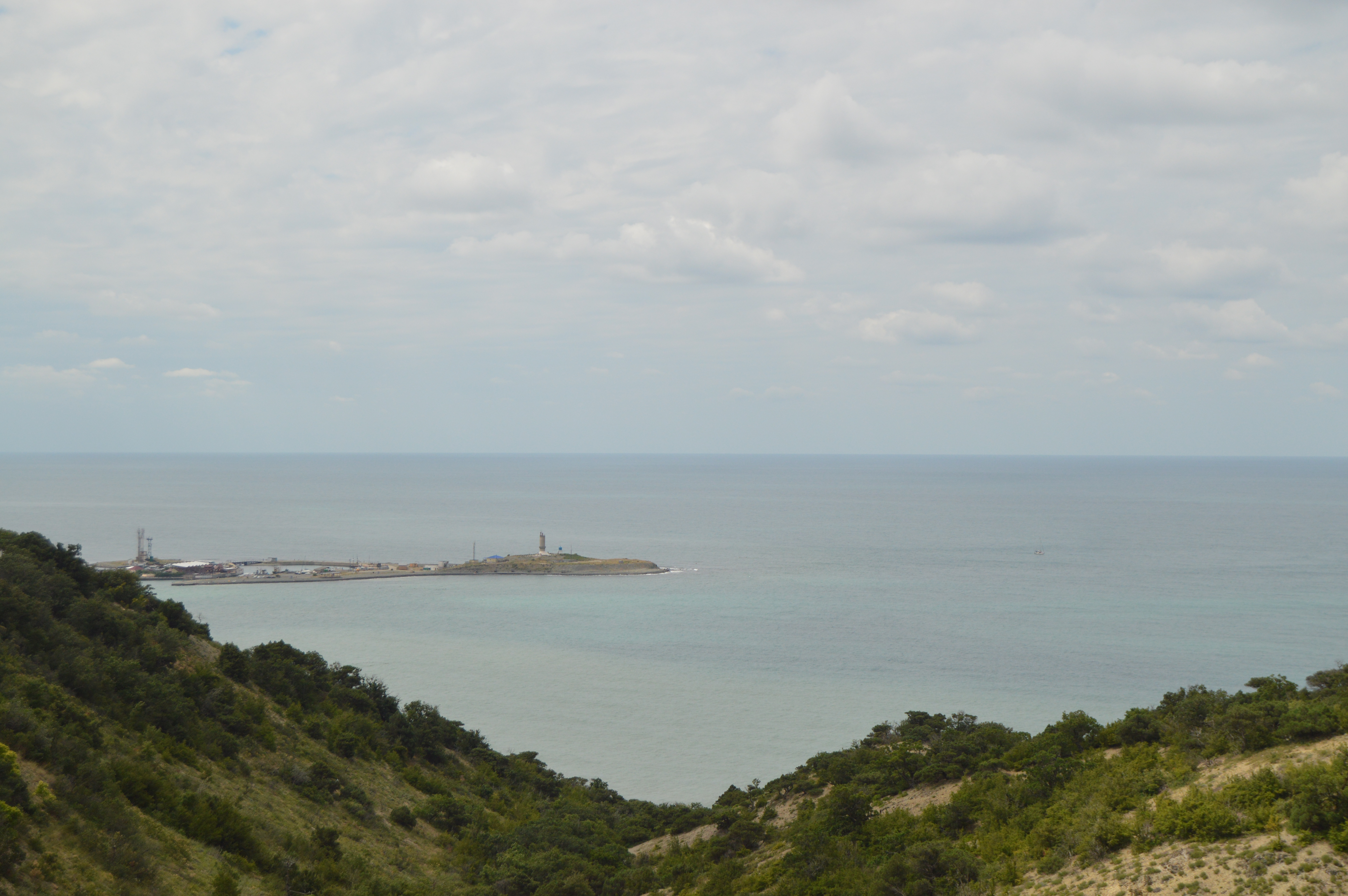
Вид на маяк на Большом Утрише
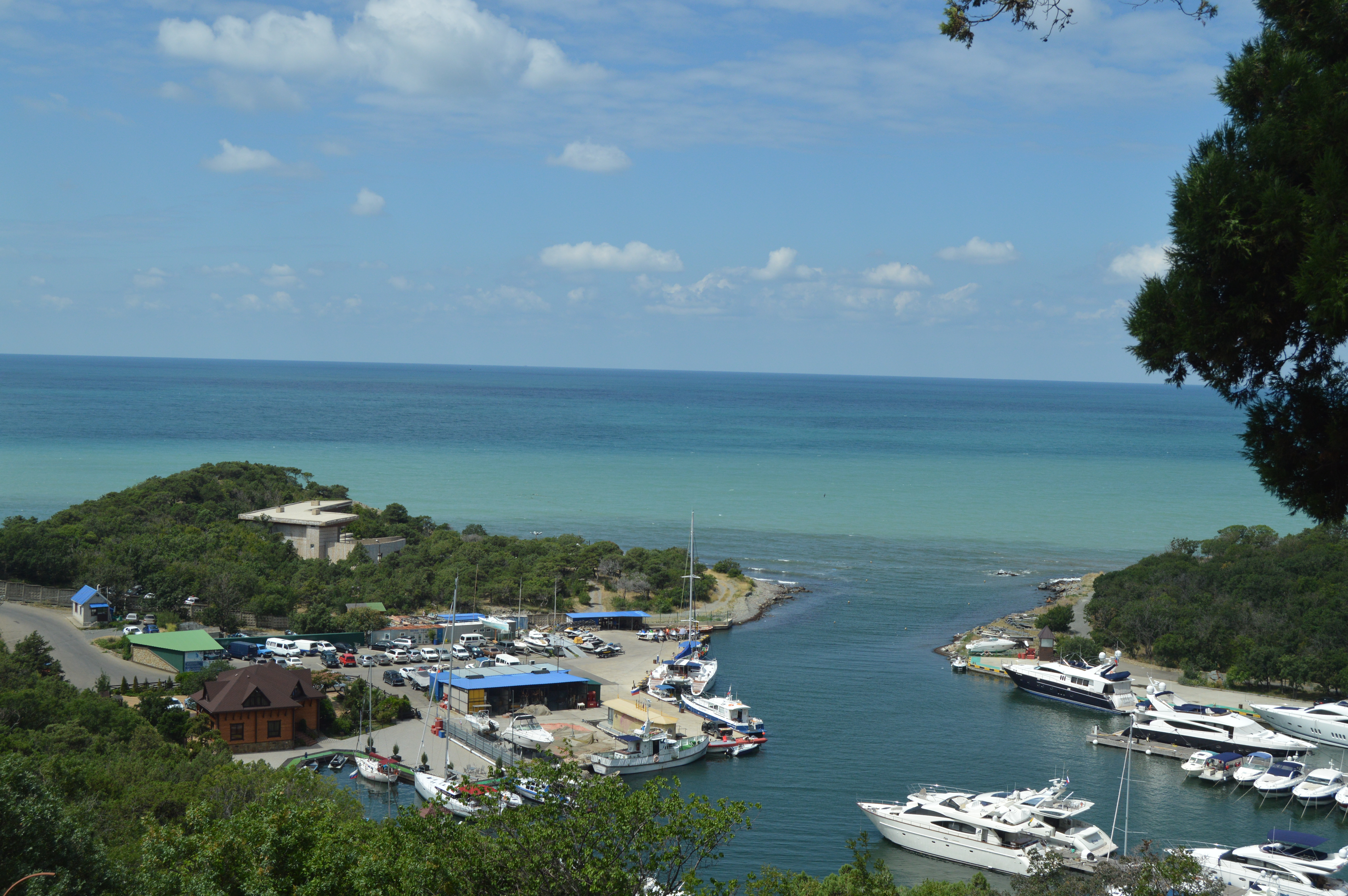
Вид на бухту на Большом Утрише
- Дикий пляж к северу от Большого Утриша
- Морской прибой, вид с Большого Утриша